# Завойский, Евгений Константинович
Евге́ний Константи́нович Заво́йский (15 (28) сентября 1907, Могилёв-Подольский — 9 октября 1976, Москва) — советский физик-экспериментатор. Герой Социалистического Труда. Лауреат Ленинской премии.

## Биография
Родился 15 (28) сентября 1907 года в городе Могилёв-Подольский (ныне Винницкая область, Украина) в семье Константина Ивановича Завойского, служившего младшим врачом 73-го пехотного Крымского полка в Могилёве-Подольском. Был третьим ребёнком в семье. В 1908 году семья переехала в Казань, где Константин Иванович продолжил службу врачом на пороховом заводе.
В 1926 году окончил школу-девятилетку № 10 города Казани и поступил в Казанский государственный университет на физико-математический факультет. По окончании университета, в 1931 году, поступил в аспирантуру, где под руководством профессора В. А. Ульянина (1863—1931) и Г. А. Остроумова (лаборатория ультракоротких волн (УКВ), Ленинград) приступил к исследованию физических и химических действий УКВ на вещество. Результаты исследования легли в основу кандидатской диссертации «Исследование суперрегенеративного эффекта и его теория», которая была успешно защищена в 1933 году в Казанском государственном университете. В 1932 году читал лекции в сельхозинституте в Чебоксарах.
В 1933—1947 заведовал кафедрой экспериментальной физики Казанского государственного университета.
В Казанском авиационном институте работал в 1939—1942 гг. заведующим кафедрой общей физики.
30 января 1945 года в Физическом институте имени П. Н. Лебедева защитил докторскую диссертацию, посвящённую электронному парамагнитному резонансу. В 1947—1951 годах принимал участие в работах по созданию атомной бомбы в КБ-11 (Арзамас-16), в 1951—1976 работал у И. В. Курчатова в Лаборатории № 2 (в Московской Лаборатории измерительных приборов АН СССР (ЛИПАН)).
Известен как первооткрыватель нового фундаментального явления — электронного парамагнитного резонанса (ещё до нобелевских лауреатов Феликса Блоха и Э. М. Парселла). Исследуя в начале 1940-х годов парамагнитную релаксацию в конденсированных средах с использованием метода резонансного поглощения веществом радиоволн с частотой 100 МГц и метода модуляции постоянного магнитного поля, он смог наблюдать пики поглощения СВЧ-поля в безводном хлориде хрома, в сульфатах марганца и меди, в других парамагнитных солях. В этих работах, в частности, была показана линейная зависимость напряжённости постоянного магнитного поля от частоты осциллирующего СВЧ-поля, а также обратная зависимость парамагнитной восприимчивости (величины эффекта) от температуры.
Открытие Е. К. Завойского «Явление электронного парамагнитного резонанса» было внесено в Государственный реестр научных открытий СССР 23 июня 1970 года как научное открытие № 85 с приоритетом от 12 июля 1944 года. Эта дата и считается официальной датой открытия метода электронного парамагнитного резонанса, как одного из важнейших событий в физике XX столетия. Открытие метода дало толчок образованию и развитию научных центров во многих странах мира, где проводятся интенсивные исследования различных объектов.
Считается, что Евгений Константинович Завойский наблюдал сигналы ЯМР в июне 1941 года, но протонный резонанс наблюдался спорадически, и результаты были плохо воспроизводимы. Начавшаяся вскоре война помешала продолжить исследования в этом направлении.
Вслед за ЭПР были открыты другие методы магнитного резонанса: ядерный магнитный резонанс, ферромагнитный резонанс, антиферромагнитный резонанс, ядерный квадрупольный резонанс, магнитный акустический резонанс, многие виды двойных резонансов.
Дело, начатое Е. К. Завойским, продолжили его соратники, члены-корреспонденты АН СССР С. А. Альтшулер (Казанский государственный университет) и Б. М. Козырев (Казанский физико-технический институт). Открытие метода ЭПР привело к выдающимся успехам в физике магнитных явлений, физике твердого тела, физике жидкостей, неорганической химии, минералогии, биологии, медицине и других науках. На основе явления резонансного поглощения СВЧ излучения создан, например, квантовый парамагнитный усилитель, использующийся для осуществления дальней космической связи.
В 1958—1963 годах Е. К. Завойский был 8 раз номинирован на Нобелевскую премию по физике, а в 1958—1960 годах — на Нобелевскую премию по химии.

Я подробно изучал эту проблему и должен сказать, что заведомо мы потеряли лишь одну Нобелевскую премию, которую должен был получить Евгений Завойский за открытие электропарамагнитного резонанса — Академик РАН В. Л. Гинзбург в газете «Известия» за 29.04.2009
Умер 9 октября 1976 года. Похоронен в Москве на Кунцевском кладбище.

## Память

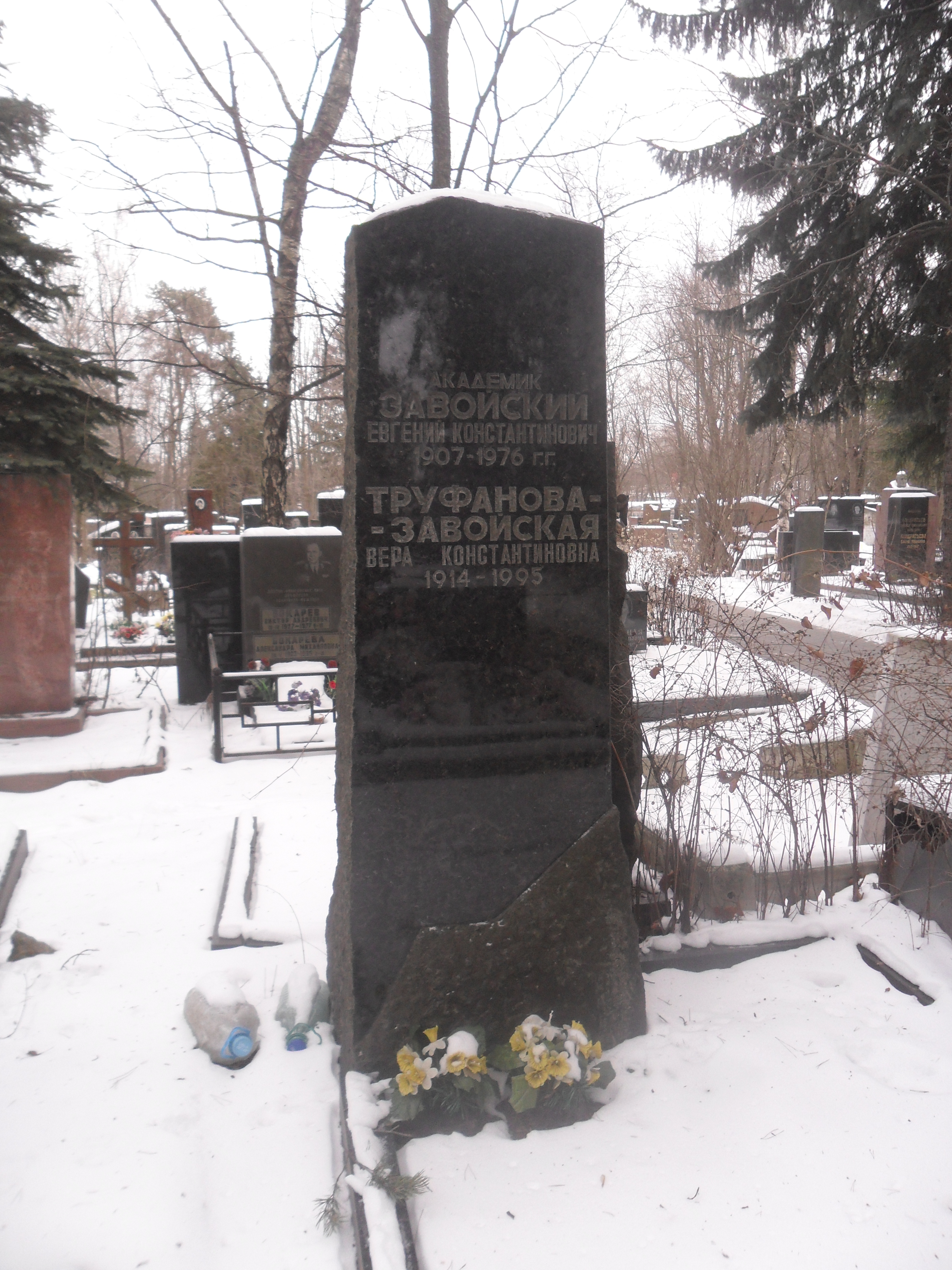
Могила Е. К. Завойского на Кунцевском кладбище Москвы

В Казани есть улица Академика Завойского.
С 1984 года Казанский физико-технический институт Казанского научного центра РАН носит имя Е. К. Завойского.
В 1997 году в Казанском (Приволжском) федеральном университете, в мемориальной комнате, где был открыт электронный парамагнитный резонанс, был открыт Музей-лаборатория Е. К. Завойского.
В 2004 году на площади перед зданием физического корпуса КГУ в рамках празднования 200-летия Казанского государственного университета установлен бронзовый бюст Е. К. Завойского работы скульптора А. А. Бичукова.

## Награды и звания
- Герой Социалистического Труда (1969);
- Сталинская премия третьей степени (29.10.1949) — за разработку электромагнитных методов регистрации быстрых процессов по исследованию центральной части заряда атомной бомбы;
- Ленинская премия (1957) — за открытие и изучение парамагнитного резонанса;
- три ордена Ленина (29.10.1949; 27.03.1954; 1969);
- орден Трудового Красного Знамени (1975);
- премия Международного общества магнитного резонанса (1977 — посмертно);

## Избранные труды
- Электронный парамагнитный резонанс и физика плазмы. — М.: Наука, 1990. — 343с. — ISBN 5-02-000167-8

### Научно-популярные выступления
- Физика плазмы: (Коллективные процессы в плазме и турбулентный нагрев) / Е. К. Завойский, акад., Л. И. Рудаков, д-р физ.-мат. наук. — Москва: Знание, 1967. — 32 с.: черт.; 21 см. — (Новое в жизни, науке, технике. 9 серия. Физика. Астрономия; 12).